# .sv

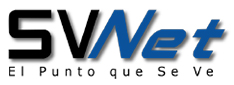
Logo de SVNet

.sv est le domaine de premier niveau national (country code top level domain : ccTLD) réservé au Salvador.